# Conservatorium van Praag

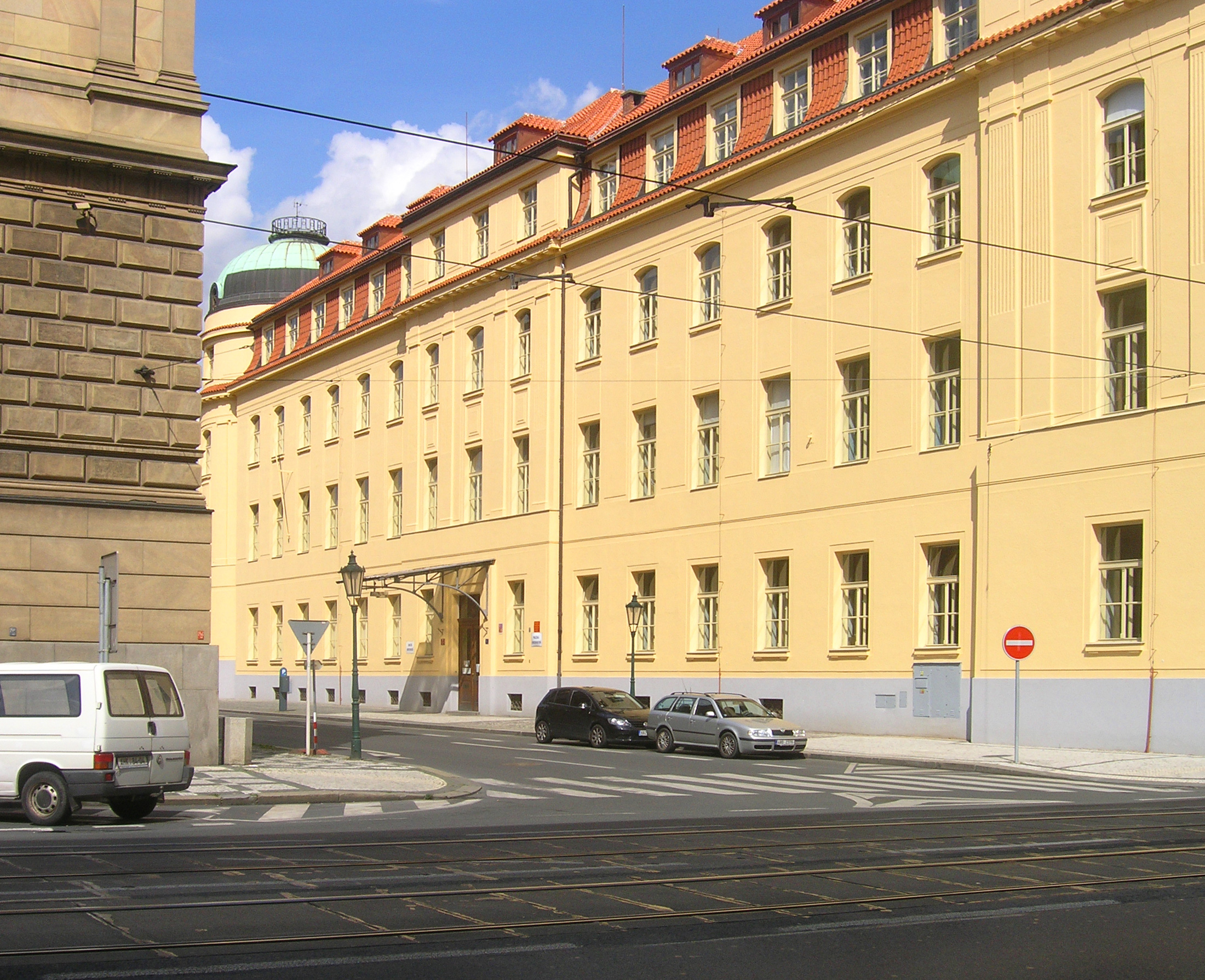
Het gebouw aan de "Na Rejdišti"

Het Conservatorium van Praag (Pražská konzervatoř, volledig Státní konservatoř hudby v Praze, Staatsconservatorium voor muziek in Praag) werd opgericht op 25 april 1808.

## Geschiedenis
De geschiedenis van het Praags conservatorium begon in 1808, toen edellieden en burgers in Praag een goed orkest met gekwalificeerde en opgeleide muzikanten misten en besloten een school te stichten die voor getalenteerde muzikanten een goede opleiding zou verzorgen. Ten gevolge van de veldtocht van het Napoleontische leger kon de opleiding echter pas op 24 april 1811 van start gaan. Deze was gevestigd in het gebouw van het dominikanerklooster van Sint-Egidius (Svatý Jiljí). Het conservatorium behoort hiermee met die van Parijs (1784) en Milaan (1808) tot de oudste conservatoria in de Europese steden. De eerste directeur van dit instituut was Bedřich Dionýsius Weber (1766—1842). De gouden eeuw van het Praagse conservatorium begon toen de school nieuwe gebouwen in het Rudolphinum betrok. De begaafde vioolleraar Anton Benewitz was toen directeur. Vanaf nu was er een volledige aanbod van opleidingen, inclusief compositie en orkestdirectie.
Een belangrijke periode brak aan toen Antonín Dvořák in 1891 hoofd van de afdeling compositie werd. Vanaf 1901 tot 1904 was hij directeur van het conservatorium. Tot Dvořáks leerlingen behoren bekende componisten als Vítězslav Novák, Josef Suk, die later ook professor en vier keer rector van het conservatorium was, en de bekende operettecomponisten Rudolf Friml, Oskar Nedbal en Franz Lehár. Bekende musici en dirigenten als Otakar Ševčík, Jan Kubelík, Václav Talich, Karel Ančerl, Rafael Kubelík, Vítězslav Novák, Eugen Suchoň, Bohuslav Martinů (die voortijdig werd weggestuurd), Václav Neumann, Jiří Bělohlávek, Václav Smetáček en Karel Husa studeerden aan deze school.
Na de oprichting van de Republiek Tsjechoslowakije in 1918 verloor het conservatorium zijn gebouwen in het Rudolphinum en trok in een ander klooster, ditmaal een benedictijnenklooster. Naar een aantal verdere locaties vond het conservatorium een gebouw in de oude stad in de straat "Na Rejdišti". Tijdens de Tweede Wereldoorlog vervulde Václav Holzknecht de moeilijke rol van directeur. Hij begeleidde verschillende talentvolle studenten die later ook directeur zouden worden en de school door de periode van het communistische totalitaire systeem zouden loodsen.
Na de Tweede Wereldoorlog werd de school gesplitst en ontstonden de "Mistrovské školy Pražské konzervatoře" en de Muziekacademie (Akademie múzických umění). Deze laatste werd opgericht voor de muziekopleidingen op het hoogste universitaire niveau. 
Sinds de Fluwelen Revolutie van november 1989 trachten het faculteitsbestuur en de studenten van het conservatorium een internationaal bekende school te maken. Nu zijn er ook afdelingen voor ballet en theater.

## Actueel
Tegenwoordig zijn er opleidingen voor alle instrumenten, inclusief accordeon, gitaar, piano en orgel, alsmede zang, compositie en orkestdirectie. Daarnaast zijn er opleidingen voor toneel en dans. Eveneens is er een afdeling voor populaire muziek en een lerarenopleiding. Het conservatorium staat ook open voor buitenlandse studenten.